# Тузколь (озеро, Костанайская область)
Тузколь (каз. Тұзкөл) — озеро в Мендыкаринском районе Костанайской области Казахстана. Находится в 10 км к северо-востоку от села Сосна и в 1 км севернее Аксуат.
По данным топографической съёмки 1944 года, площадь поверхности озера составляет 2,43 км². Наибольшая длина озера — 2 км, наибольшая ширина — 1,9 км. Длина береговой линии составляет 7,6 км, развитие береговой линии — 1,77. Озеро расположено на высоте 90,4 м над уровнем моря.